# Odeca
odeca（オデカ）は、東日本旅客鉄道（JR東日本）が気仙沼線・大船渡線BRT利用者向けに提供している乗車カード（交通系ICカード）。
2013年8月3日に導入され、2023年6月30日までサービス提供がされていた独自規格のものと、2023年7月1日からサービスを開始した地域連携ICカード規格のものがあるが、本項ではこの両者について記す。

## 独自規格時代（2013年-2023年）

### 概要（独自規格）
「odeca」は、「お出かけしやすいICカード」の意味であり、「地域の方々がより気軽に外出していただけるようにとの願いを込め」られている。また、BRTと沿線復興のキャラクターとしてリスのイラストを券面に描き、odecaに因み「『尾デカ』（尾がデカイ）のユーモア性」を持たせている。キャラクターの名前は「おっぽくん」。JR東日本は交通系ICカードとしてすでにSuicaを発行しており幅広く利用されているにもかかわらず、BRT専用のodecaを別途発行した理由は公式には明かされていないが、BRTの運賃計算が複雑なことから専用ICカードの発行に踏み切ったと報じられている。
利用開始当初はJR東日本の発行するIC乗車カードSuicaとの互換性はなかったが、2015年3月14日よりSuicaとシステムを接続し、Suicaおよび相互利用各カードが利用可能となった。
また岩手県交通が運行する盛岡都心循環バス「でんでんむし」において、実証実験として、2019年6月1日から2021年1月31日までの期間限定で「odeca」が利用可能となっていた（Suica等の交通系ICカードも利用可能）。
カード裏面・右下に記載される文字列のうち、頭の2桁はEB。
後述の問題点等を勘案した結果、2023年6月30日をもって独自規格カードの使用を終了し、翌日からは地域連携ICカードによる「odeca」に移行した。

### 種類（独自規格）
「odeca」には、「無記名odeca」・「記名odeca」・「odeca定期券」の3種類があり、「無記名odeca」以外はこども用があった。「こども用odeca」の購入には本人確認ができるものが必要で、有効期限（小学校卒業年の3月31日まで有効。満12歳に達する日（誕生日前日）以後の最初の3月31日）を過ぎると使用できなくなっていた。

### 導入エリア（独自規格）
気仙沼線・大船渡線BRT（JR東日本）
- 気仙沼線BRT：前谷地駅 - 気仙沼駅間
- 大船渡線BRT：気仙沼駅・陸前矢作駅 - 盛駅間
  - 気仙沼線・大船渡線の鉄道区間（BRTと並走する気仙沼線 前谷地駅 - 柳津駅間を含む）では利用できない。
  - 大船渡線BRTとして運行しているミヤコーバス鹿折金山線 気仙沼駅 - 上鹿折駅間は利用できない（この区間の定期券をodecaに搭載することは可能。Suicaほか共通ICカードでは利用不可）。

#### 過去の導入エリア（独自規格）
盛岡都心循環バス「でんでんむし」（岩手県交通）
- 右回り（外回り）・左回り（内回り）：盛岡駅前 - 啄木新婚の家口 - 盛岡バスセンター - 盛岡城跡公園 - 盛岡駅前
  - 地域連携ICカード「Iwate Green Pass」導入準備のため、2021年1月31日をもって取扱終了。

## 地域連携ICカード時代（2023年-）

地域連携ICカード化後の相互利用関係（クリックで拡大）

独自規格のodecaはSuica等の交通系ICカードとの片利用が可能であったが、Suicaエリア（icscaエリアを含む）とodecaエリアにまたがって乗車したり、odecaでSuicaエリア・相互利用カードエリア内を利用したり、Suicaにodecaエリアの定期券を搭載したりすることはできなかった。また、ポイントサービスはなく、電子マネーとしてBRTへの乗車以外で使用することも不可能であった。このため、odecaでしか発行されない定期券の利用者を除けば、Suicaなどの相互利用カードの方が利便性が高いと指摘されていた。
上記のような事情を踏まえ、JR東日本盛岡支社と東北本部は2022年10月17日に、2023年6月末をもって従来の独自規格によるodecaを廃止し、2023年7月からSuicaの機能を追加した地域連携ICカードとしてリニューアルすると発表し、2023年7月1日にサービスを開始した。
リニューアルに合わせ、券面デザインも「おっぽくんが真ん中に描かれ、右上にバスの形でBRTと書かれたもの」から「おっぽくんが赤色のバスに乗っている様子のもの（右上にSuica+と書かれたもの）」にリニューアルされている。

### 種類・定期券 (地域連携ICカード)
odecaとしては以下の種類がある。
無記名式odeca
氏名などの個人情報を登録せずに、鉄道・バス乗車時の運賃精算や大人用のみ発売。
窓口で即時発行可能だが、紛失時の再発行は出来ない。
記名式odeca
購入時に氏名（カタカナ）、生年月日、電話番号などの個人情報を登録するodecaで、登録人以外は使用できない。原則としてカードの表面に氏名等の印字は行わない。
個人情報を登録することにより、万一の紛失時に使用停止措置と残高を保証した再発行が有償で受けられる。
大人用のほか、小児運賃を差し引く小児用odecaがある。障害者用は発行されていない。
記名式odecaや記名式Iwate Green Passなどの他の地域連携ICカード・My Suica・モバイルSuicaによるオートチャージが利用可能。
odeca定期券
記名式odecaにBRT線の定期券情報を追加したもの。通勤定期券のほか、通学定期券が存在する。
odeca券面に定期券情報が印字されないため、発売時に発行される「ICカード内容控え（レファレンスペーパー）」を同時に携帯する必要がある。
odeca定期券を利用して乗り越し乗車をした場合は、乗り越し区間の運賃が自動精算される。
無記名式カードから記名式カードへの変更は、odeca取扱窓口の他にも、Suicaエリア内やJR東日本の新幹線停車駅にあるJR東日本の「多機能券売機」と「みどりの窓口」（盛岡駅・一ノ関駅・古川駅・石巻駅など）でも受け付ける。
odeca取扱窓口では、Suica・PASMOや岩手県交通のIwate Green Pass等の他の地域連携ICカードの払い戻し・紛失等の事務も取り扱わない（odecaにおける同様の取り扱いは、盛岡駅・一ノ関駅・古川駅・石巻駅などのSuicaエリア内やJR東日本の新幹線停車駅にある「みどりの窓口」では再発行登録手続きのみ行い、再発行登録手続き後にodeca取扱窓口にて再発行手続きを行う。岩手県交通大船渡営業所や盛岡バスセンター乗車券売り場などの岩手県交通・岩手県北自動車の営業所では再発行手続きは不可）。また、みどりの窓口がある気仙沼駅・陸前高田駅・盛駅ではSuicaやIwate Green Pass等の他の地域連携ICカードの無記名式カードから記名式カードへの変更も取り扱わない。

## 沿革
- 2013年（平成25年）8月3日 ‐ サービス開始。
- 2015年（平成27年）3月14日 - Suica、PASMOなど全国相互利用IC乗車カードが片利用で使用開始。
- 2019年（令和元年）6月1日 - 盛岡中心市街地循環バス「でんでんむし」での実証実験開始[5]。
- 2021年（令和3年）1月31日 - 盛岡中心市街地循環バス「でんでんむし」での実証実験終了[6]。
- 2023年（令和5年）
  - 3月31日 - odeca3ヶ月定期券の販売終了[11]。
  - 4月25日 - 現在のodecaの払い戻しを開始
  - 5月31日 - odeca1ヶ月定期券の販売終了[11]。
  - 6月30日 - 現行のodecaのカード・サービスを廃止[8]。
  - 7月1日 - 地域連携ICカードとしての「odeca」のカード・サービスを開始[8]。
  - 8月1日 - 地域連携ICカードとしての「odeca定期券」の取扱を開始。